# أكرم عياد
أكرم عياد (23 نوفمبر 1981 ببنغازي في ليبيا - ) هو لاعب كرة قدم ليبي في مركز الوسط. لعب مع الجمعية الرياضية بجربة والنادي الأهلي والنادي الرياضي لحمام الأنف ونادي الاتحاد ونادي الهلال.

## وصلات خارجية
- أكرم عياد على موقع قاعدة بيانات كرة القدم.إي يو (الإنجليزية)
- أكرم عياد على موقع Soccerway.com (الإنجليزية)